# Delevan, New York
Delevan, New York (енгл. Delevan) град је у америчкој савезној држави Њујорк.

## Демографија
По попису из 2010. године број становника је 1.089, што је 0 (0,0%) становника више него 2000. године.
| Група             | 2000.         | 2010.         |
| Белци             | 1.065 (97,8%) | 1.059 (97,2%) |
| Афроамериканци    | 2 (0,2%)      | 3 (0,3%)      |
| Азијати           | 6 (0,6%)      | 10 (0,9%)     |
| Хиспаноамериканци | 7 (0,6%)      | 4 (0,4%)      |
| Укупно            | 1.089         | 1.089         |